# Classe 6000 Levriero
Le motovedette V.6000 Classe Levriero sono delle unità costiere in servizio anche per la Guardia di Finanza la cui acquisizione è nata dall'esigenza da parte del Servizio Aeronavale di disporre di unità foranee capaci di operare anche in condizioni meteomarine poco favorevoli.

Le 13 motovedette della classe "Levriero" sono le più veloci unità di polizia attualmente in servizio nel Mediterraneo e in Europa. Sono classificate "Vedette Velocissime" per la loro velocità che supera i 70 nodi; sono capaci di strettissime accostate anche alle massime andature.

Le unità sono state prodotte dal cantiere navale Intermarine di Sarzana dal 2001.

La progettazione è del cantiere FB Design di Fabio Buzzi che ha curato anche la realizzazione dei prototipi nel 1999-2000.

La sagoma dei "Levriero" è caratterizzata dal profilo "anti-stuff" dell'estrema prua, che ha lo scopo di favorire l'uscita dello scafo dall'onda nel caso di "ingavonata" ad alta velocità.

Le unità di questa classe sono realizzate con una carena a V profonda, laminate in vetroresina con laminazione a stratificato doppio con anima in balsa, tessuti bilanciati di vetro e stuoie di Kevlar. 

Le unità di questa classe sono equipaggiate con 4 motori SEATEK 6-4V-10D da 750 CV cad e montano trasmissioni ZF Trimax T2200I con eliche di superficie.

L'equipaggio ha una dotazione elettronica costituita da un radar con funzioni Mini-Arpa display in plancia e controplancia.

L'armamento è costituito da 4 pm M12S calibro 9 parabellum.
Antenne "a pinna" della Società SAMA SISTEMI S.r.L. di Roma